# Запис Лазаревића орах (Шавац)
Запис Лазаревића орах (Шавац) се налази на парцели чији је власник Лазаревић Милорад.

## Локација
| Општина             | Параћин                                                                     |
| Катастарска општина | Шавац                                                                       |
| Потес               | Селиште                                                                     |
| Координате          | 43° 50′ 35″ С; 21° 21′ 36″ И / 43.843000000000004° С; 21.359999999999999° И |
| Надморска висина    | 124m                                                                        |

## Карактеристике
Дендрометријске вредности утврђене на терену и сателитским снимцима:
| Стабло                     | Орах |
| Висина стабла              | m    |
| Обим дебла                 | m    |
| Пречник крошње             | 7m   |
| Пречник дебла              | m    |
| Висина дебла до прве гране | m    |

## База записа
Запис је у оквиру Викимедија пројекта "Запис - Свето дрво" заведен под редним бројем 0055.